# Europese waterscheiding

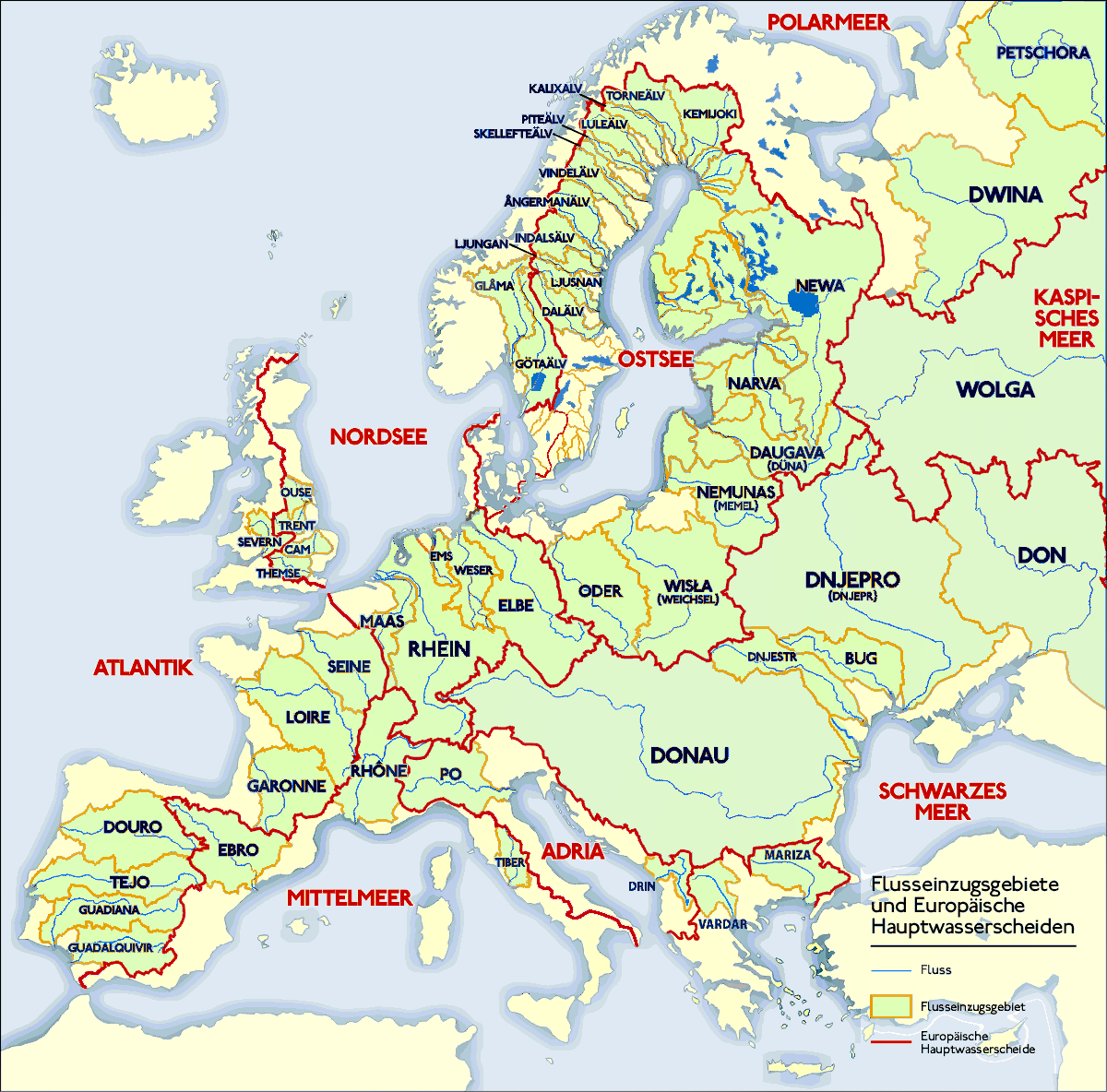
De belangrijkste Europese waterscheidingen in het rood scheiden de verschillende stroomgebieden (groen)

De Europese waterscheiding is de waterscheidingslijn die de stroomgebieden van de rivieren die uitmonden in de Atlantische Oceaan, de Noordzee en de Oostzee scheidt van de stroomgebieden van de rivieren die uitmonden in de Middellandse Zee en Zwarte Zee. Deze lijn loopt van Gibraltar in het zuidwesten naar het endoreïsch bekken van de Kaspische Zee in Rusland in het noordoosten.

## Loop

### Tussen Atlantische Oceaan en Middellandse Zee

#### Spanje

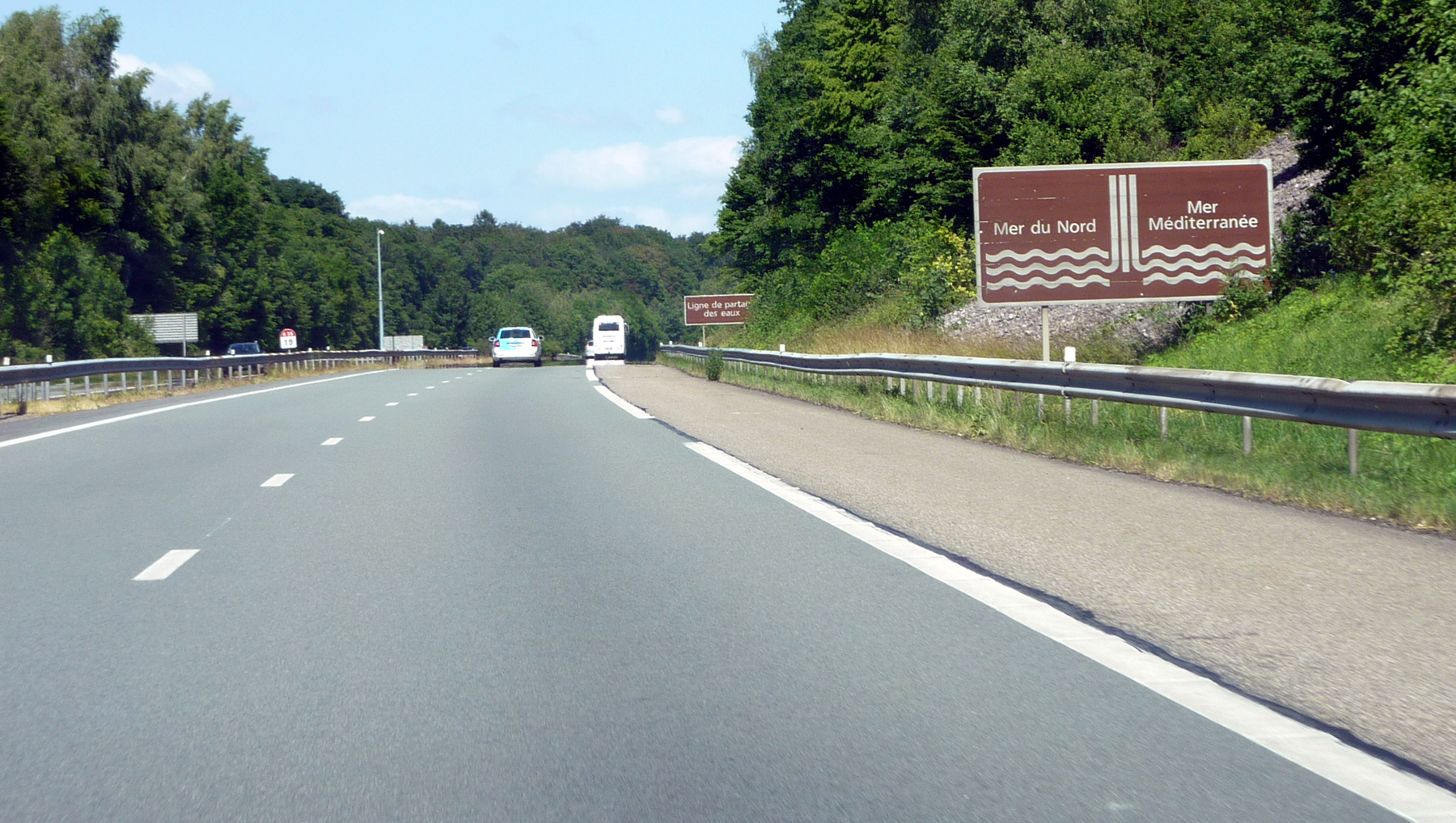
Waterscheiding tussen de Atlantische Oceaan en de Middellandse Zee tussen Belfort en Mulhouse langs de Franse A36

De waterscheiding loopt noordwaarts door Spanje in de richting van de Golf van Biskaje langs de stroomgebieden van de Guadalquivir, Guadiana, Taag en Douro in het westen naar de bronnen van de Ebro in Cantabria.

#### Pyreneeën
Tussen Basaburua (tussen Arkiskil en de Velatepas) in het westen en de Puig de la Grava in het oosten valt de Europese waterscheiding samen met de hoofdkam van de Pyreneeën. De waterscheiding loopt hier afwisselend in Spanje, Frankrijk en Andorra. Vaak loopt de staatsgrens tussen Spanje en Frankrijk gelijk met de hoofdkam. Ten oosten van de Puig de la Grava wateren beide zijden van de Pyreneeën af naar de Middellandse Zee en draait de Europese waterscheiding opnieuw noordwaarts. Zie hier voor het volledige verloop van de Europese waterscheiding tussen Arkiskil en de Puig de la Grava.
De waterscheiding loopt op de oostelijke rand van het stroomgebied van de Garonne langs onder meer de Seuil de Naurouze), het hoogste punt van het Canal du Midi.

#### Centraal Massief
Vervolgens loopt de waterscheiding noordoostwaarts, door de oostelijke en zuidelijke delen van het Centraal Massief, met de stroomgebieden van de Garonne, Loire en Seine in het westen en dat van de Rhône in het oosten.
De Europese waterscheiding kruist de Franse autosnelweg A75 op een hoogte van 770 meter nabij het gehucht Servières in de gemeente Le Caylar. Daarna worden de Cevennen doorkruist. Eerst loopt de waterscheiding over de top van de Mont Aigoual, met 1565 meter het hoogste punt van de waterscheiding in het Centraal Massief. Daarna volgt de lijn de waterscheiding tussen Allier en Ardèche. Zie hier voor het volledige verloop van de waterscheiding doorheen het Centraal Massief.
Na het Centraal Massief loopt de waterscheiding naar het noorden. Bij Montchanin (300 m) kruist de waterscheiding het Canal du Centre en verderop, bij Pouilly-en-Auxois (378 m) wordt het Canal de Bourgogne (in een tunnel) gekruist. Meer naar het noordoosten wordt het Canal de la Marne à la Saône gekruist bij Noidant-Chatenoy (459 m). Even verder, in de gemeente Val-de-Meuse loopt ze op 454 meter hoogte door het punt dat de stroomgebieden van de Atlantische Oceaan (Seine via de Marne) in het westen, dat van de Noordzee (Maas) in het noorden en dat van de Middellandse Zee (Rhône via de Saone) in het zuidoosten scheidt. Vervolgens gaat de Europese waterscheiding oostwaarts in de richting van de Vogezen om langs de Bourgondische Poort (tussen Rhône en Rijn, 341 m bij Valdieu) zuidelijk te gaan richting Jura en Alpen.

#### Jura en Alpen
In de Jura loopt de Europese waterscheiding zuidwestwaarts om dan tussen het Meer van Genève en het Meer van Neuchâtel naar het oosten te lopen. De waterscheiding bereikt de Berner Alpen, waar hij via de Grimselpas, Furkapas (2431 m) en Witenwasserenstock de hoofdkam van de Alpen bereikt. Tussen de Pizzo Pesciora in de Berner Alpen en de Lunghinpas in de Rätische Alpen loopt de Europese waterscheiding tezamen met de hoofdkam van de Alpen. De Pizzo Pesciora (eigenlijk een wat lagere top even ten noorden ervan) vormt het tripelpunt tussen de stroomgebieden van de Rhône, Rijn en Po. De Lunghinpas vormt dan weer een drievoudige waterscheiding tussen Rijn, Donau en Po. Ten westen van de Pizzo Pesciora en ten oosten van de Lunghinpas stromen beide zijden van de Alpen af naar de Middellandse Zee. De Europese waterscheiding loopt tussen de Witenwasserenstock en de Lunghinpas achtereenvolgens door de Berner, Lepontische en Rätische Alpen over de Gotthardpas (2108 m), Lukmanierpas (1916 m), San Bernardinopas (2066 m) en de Splügenpas (2155 m).

### Tussen Atlantische Oceaan en Zwarte Zee

#### Alpen

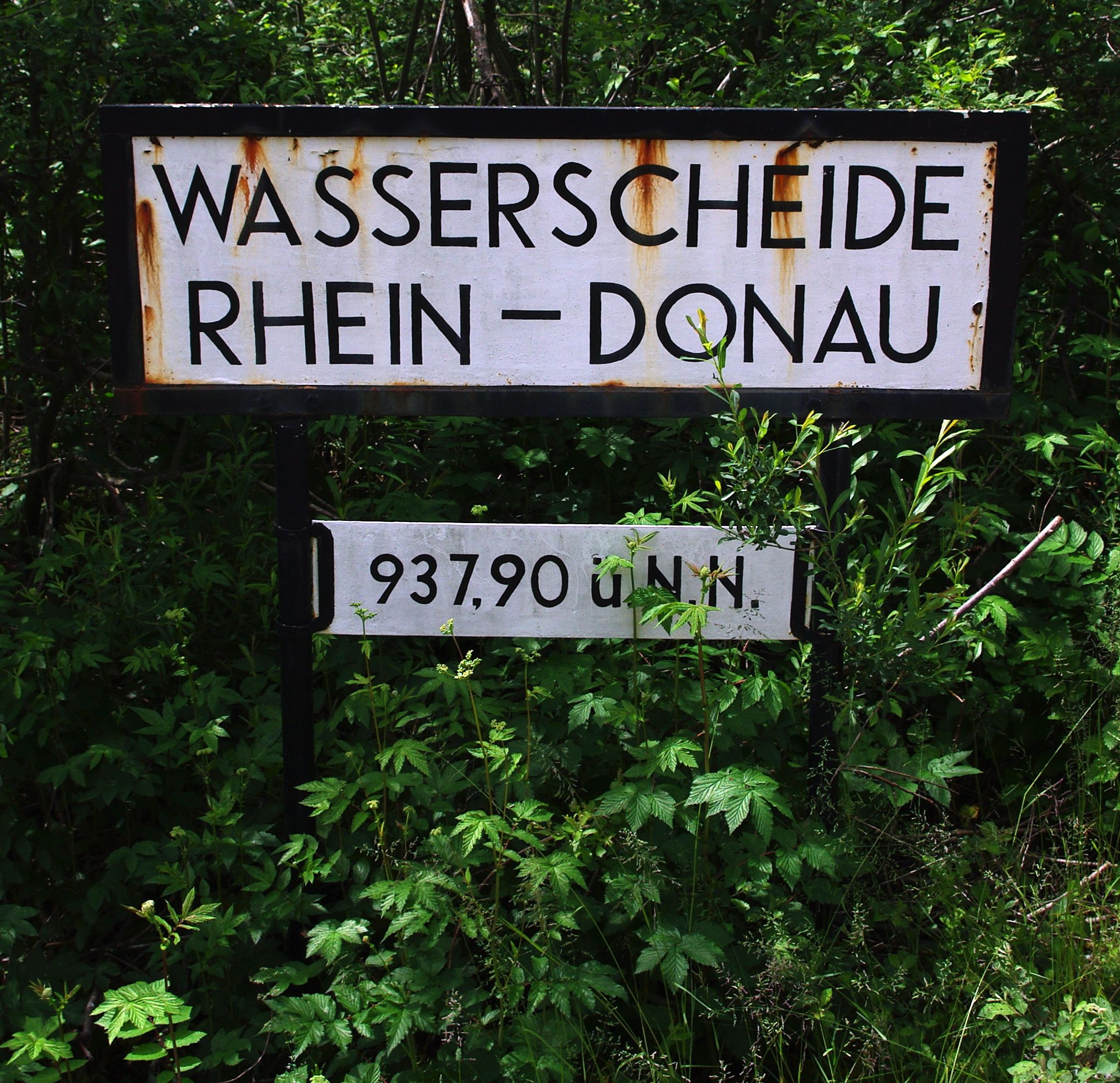
Waterscheiding tussen Rijn en Donau nabij Weitnau in Duitsland

Vanaf de Lunghinpas loopt de Europese waterscheiding, hier tussen de stroomgebieden van de Rijn en de Donau, noordwaarts door de Albula Alpen over de Julierpas, Albulapas en Flüelapas ten zuiden van Davos. In de Silvretta komt de hoofdkam Oostenrijk binnen. Vervolgens loopt deze over de Piz Buin, de Dreiländerspitze en de Bielerhöhe naar het Arlbergmassief en vormt er de grens tussen Vorarlberg en Tirol. Daarna bereikt de waterscheiding Beieren om er over de kam van de Allgäuer Alpen te lopen en de Alpen te verlaten via de Adeleggbergen bij Kempten.

#### Duitsland

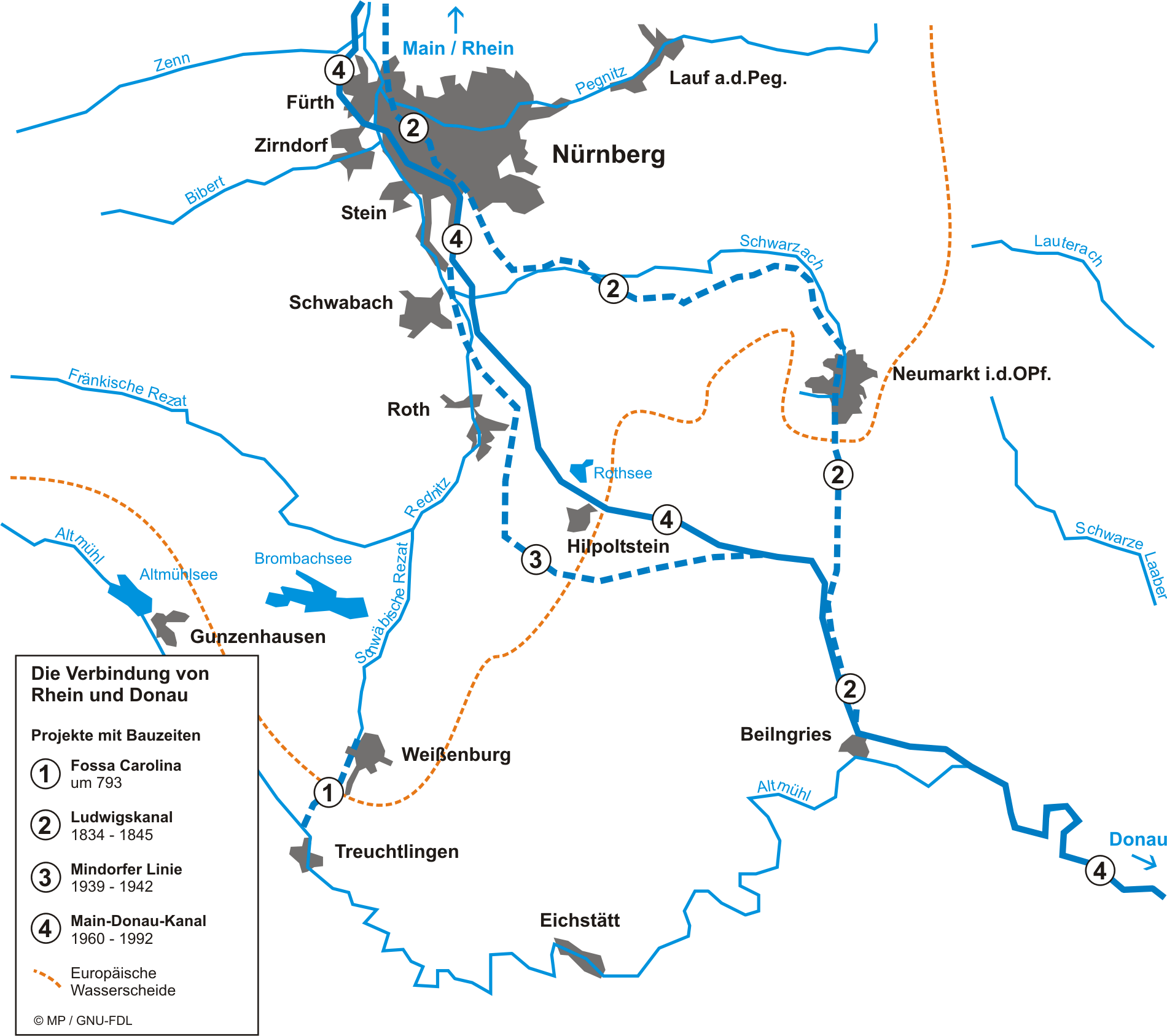
Historische scheepvaart-verbindingen Rijn/Main <->Donau/Altmühl. De oranje lijn is de Europese waterscheiding.

Doorheen de uitlopers van de Alpen loopt de waterscheiding ten noorden van het stroomgebied van de Schussen naar de bronnen van de Brigach en de Breg (bronnen van de Donau) in het Zwarte Woud. Er valt te verwachten dat in de verre toekomst de waterscheiding tussen Rijn en Donau door stroomonthoofding naar het oosten zal opschuiven, waarbij gebieden die vroeger naar de Donau afwateren, naar de Rijn zullen gaan afwateren. Dit komt door het steilere profiel van de Rijn in vergelijking met de Donau.
Na het Zwarte Woud volgt de Europese waterscheiding de hoofdkam van de Schwäbische Alb en de Fränkische Alb. De hoogte van de Europese waterscheiding kruist het Rijn-Main-Donaukanaal bij Hilpoltstein op een hoogte van ongeveer 400 meter, waarna de waterscheiding door het Fichtelgebergte gaat en zuidoostwaarts langs het Bohemer Woud, waar de waterscheiding de grens vormt tussen Duitsland en Oostenrijk enerzijds en Tsjechië anderzijds. In Tsjechië wordt het Boheemse bekken gedraineerd door de Elbe.

#### Oostwaarts
De Europese waterscheiding draait vervolgens opnieuw noordoostwaats langs de Böhmisch-Mährische Höhe, het Jaborschützer Bergeland en de Králický Sněžník (oostelijke Sudeten). Bij de grens met Polen, in de Králický Sněžník, wordt het tripelpunt tussen Zwarte Zee (Donau), Elbe (Noordzee) en Oder (Oostzee) bereikt op de Klepý berg op een hoogte van 1144 meter.
Vervolgens loopt de waterscheiding oostwaarts langs de Hrubý Jeseník. Vervolgens daalt de waterscheiding naar de Moravische Poort en stijgt deze opnieuw naar de Beskiden. Ten noorden van de Europese waterscheiding liggen hier de stroomgebieden van de Oder en Weichsel. Het drielandenpunt tussen Polen, Slovakije en Oekraïne wordt bereikt in de Beskiden. Hierna gaat de Europese waterscheiding oostwaarts langs de Pools-Oekraïense grens. Polen stroomt af naar de Oostzee, terwijl Oekraïne hier afstroomt naar de Donau. De stad Lviv ligt op de waterscheiding. Vervolgens gaat de waterscheiding Oekraïne binnen, doorheen de oblast Volyn en gaat deze Wit-Rusland binnen. Daar loopt deze oostwaarts over de Wit-Russische Rug en gaat bij de oblast Smolensk Rusland binnen, waar hij eindigt bij de drievoudige waterscheiding tussen Atlantische Oceaan, Kaspische Zee en Zwarte Zee, ongeveer halverwege tussen Smolensk en Tver.